# تعليم دولي
يشير مصطلح التعليم الدولي إلى مفهوم ديناميكي يتضمن تنقل أو ارتحال الأشخاص أو العقول أو الأفكار عبر الحدود السياسية والثقافية. الأمر الذي يسهل انتشار ظاهرة العولمة، التي تمحو قيود الجغرافيا وترتيباتها الاقتصادية والاجتماعية والثقافية بشكل متزايد. يتضمن المفهوم مجموعة واسعة من أنواع التعلم، على سبيل المثال، التعلم الرسمي والتعلم غير الرسمي (مثل التدريب وبرامج التبادل الطلابي والتواصل بين الثقافات). يمكن أن تتضمن أيضًا إعادة توجيه النظرة الأكاديمية مثل اعتبار «العلمانية» هدفًا والسعي لأجلها حتى يصبح التعليم أو تركيزه الأكاديمي دوليًا. على سبيل المثال، تفرض الرابطة الوطنية للجامعات الحكومية تبني «التعليم المناسب» الذي يعكس النطاق الكامل للحوار الدولي والاجتماعي والسياسي والثقافي والاقتصادي. يُعتبر التربويون (المعلمون) الدوليون مسؤولون عن «تصميم البرامج وإدارتها وتسهيل أنشطتها التي تساعد المشاركين على المشاركة بشكل مناسب وفعال وأخلاقي في التفاعلات مع الأشخاص والأفكار المتنوعة ثقافيًا».

## الخلفية
يعزى ظهور التعليم الدولي باعتباره تخصصًا إلى المبادرات الدولية العابرة للقارات في الماضي، والتي هدفت إلى تحقيق التعليم والتعلم والتبادل الفكري. يتضح ذلك من خلال العلاقات الأكاديمية الرسمية بين البلدان على شكل اتفاقيات علمية متبادلة. هنا، يعتبر التعليم الدولي آلية للتعاون الدولي، وينبع في بعض الحالات من الاعتراف بتقديم الثقافات المختلفة وجهات نظر وأساليب مختلفة للتعلم والتعليم بالإضافة إلى نقل المعارف.
يربط بعض العلماء تطور التعليم الدولي بالتعليم المقارن، الذي يهتم بتقييم وتمحيص النظم التعليمية المختلفة في مختلف البلدان بغرض تطوير الهياكل التعليمية والتربوية عالمية النطاق والتطبيق. يعد هذا المفهوم قديمًا، إذ كان قد استُخدم في اليونان الكلاسيكية، في حين استخدم المصطلح الفعلي لأول مرة بواسطة وليام راسل في عام 1826. اشتُق مصطلح التعليم العالمي عنه بسبب افتراضه شكل برامج أكثر تنظيمًا تجمع بين المتعلمين والمدرسين من مختلف البلدان للتعلم من بعضهم البعض.

## تعريفات
يمكن اعتبار التعليم العالمي بمثابة «تفكير عالمي»، أو تعزيز المواقف والوعي العالميين. يركز التعليم العالمي من منظور أيديولوجي على التطور الأخلاقي، من خلال التأثير على خلق «مواقف إيجابية تجاه السلام والتفاهم العالمي والمواطنة العالمية المسؤولة».
على الصعيد العملي، يمكن أن يرتبط التعليم الدولي بالعولمة الاقتصادية والثقافية. على سبيل المثال، توجد مطالب متزايدة بأن تكون المؤهلات التعليمية قابلة للتحويل بين المدارس وأنظمة التعليم. علاوة على ذلك، يوجد «انتشار لمعايير الجودة العالمية من خلال إجراءات ضمان الجودة مثل الاعتماد أو التفويض».
بشكل عام، يمكن تقسيم أهداف التعليم الدولي على النحو التالي:
- تعزيز التفاهم والوعي العالميين.[11]
- النشاط لتعزيز مفهوم المواطنة العالمية.[11]
- زيادة التفاهم بين الثقافات واحترام الاختلاف.[11]
- تشجيع التسامح والالتزام بالسلام.[11]

تشمل الأمثلة المباشرة للتعليم العالمي تسهيل دخول الطلاب إلى الجامعات خارج بلدانهم الأصلية. أيضًا، تُعد الدراسة المؤقتة في الخارج مثالًا آخر على التعليم الدولي.
تُعتبر البكالوريا الدولية (آي-بي) بمثابة تأثير في تطوير التعليم الدولي. تُشجع البكالوريا الدولية الطلاب على تعلم وفهم الثقافات واللغات ووجهات النظر المختلفة. دُمجت هذه الفكرة في عناصر البرنامج، على سبيل المثال: الإبداع والنشاط والخدمة (سي- إيه- إس)، تتطلب (سي- إيه- إس) مشاركة الطلاب في الأنشطة التي تروج لكل مكون من هذه المكونات الثلاثة. تهدف هذه الأنشطة إلى مساعدة الطلاب على فهم العالم وقضاياه بطريقة مجدية. على وجه التحديد، ينبغي لهذه التجارب غير الرسمية وغير الأكاديمية تعزيز فهم الطلاب للقضايا العالمية بطريقة قد لا تتمكن -على سبيل المثال قراءة الكتب أو المشاركة في الدروس- من شرحها لهم.
ومع ذلك، تحدد البكالوريا الدولية المصطلح وفقًا لمعايير معينة. تشمل هذه المعايير تنمية مواطني العالم وفقًا للثقافة واللغة والتماسك الاجتماعي وبناء شعور بالهوية والوعي الثقافي والاعتراف بالقيم الإنسانية العالمية وتطويرها وتشجيع التعلم والتمتع به وتعزيز دور الطلاب في الجمعيات الجماعية وتطوير المهارات والمعارف الفردية التي يمكن تطبيقها على نطاق واسع وتعزيز التفكير العالمي عند الاستجابة للأوضاع المحلية وتشجيع التنوع والمرونة في تدريس المنهجيات التربوية وتوفير أشكال مناسبة من القيم والمعايير العالمية. على الرغم من اختلاف التعريفات، إلا أن التعليم العالمي يشمل عمومًا:
- معرفة مناطق وثقافات العالم الأخرى.
- الإلمام بالقضايا الدولية والعالمية.
- اكتساب مهارات العمل بفعالية داخل البيئات العالمية أو متعددة الثقافات، واستخدام المعلومات من المصادر المختلفة في جميع أنحاء العالم.
- القدرة على التواصل بلغات متعددة واحترام الثقافات والشعوب الأخرى والاهتمام بها.

## الأهداف الإنمائية للألفية
يركز أحد الأهداف الإنمائية الثمانية للألفية التي صُدق عليها في الأمم المتحدة في عام 2000 على تحقيق التعليم الابتدائي الشامل. يُعد التعليم العالمي أيضًا جزءًا رئيسيًا من التنمية الدولية. يستطيع المهنيون والطلاب الذين يرغبون في أن يكونوا جزءًا من تطوير التعليم العالمي التعلم من خلال المنظمات وبرامج الجامعة والكليات. تستخدم المنظمات في جميع أنحاء العالم التعليم على أنه وسيلة للتنمية. يوضح البحث السابق وجود علاقة إيجابية بين المستوى التعليمي والنمو الاقتصادي، وخاصة في المناطق الأكثر فقرًا. تشمل الأهداف الإنمائية للألفية للأمم المتحدة بعض الأهداف المتعلقة بالتعليم:
- تعميم تحقيق التعليم الابتدائي في جميع البلدان بحلول عام 2015.
- القضاء على التفاوت بين الجنسين في التعليم الابتدائي والثانوي بحلول عام 2015.
- تذكر الإشارات الأخرى للتعليم فيما يتعلق بالتنمية الدولية: التعليم للجميع (إي-إف-إيه): إستراتيجية دولية من أجل تفعيل إطار عمل داكار. وافق المنتدى العالمي للتعليم (داكار 2000) على تحقيق 6 أهداف بحلول عام 2015:[16]
- توسيع رعاية الطفولة المبكرة والتعليم.
- تحسين الوصول إلى التعليم المدرسي الكامل والمجاني ذي النوعية الجيدة لجميع الأطفال في سن المدرسة الابتدائية.
- زيادة كبيرة في فرص التعلم للشباب والكبار.
- تحسين معدلات معرفة القراءة والكتابة لدى البالغين بنسبة 50٪.
- القضاء على الفوارق بين الجنسين في التعليم.
- تحسين جميع جوانب جودة التعليم.

## أهداف التنمية المستدامة
قادت الأمم المتحدة في نهاية عام 2015 مبادرة أخرى من أجل مواصلة عمل الأهداف الإنمائية. تحتوي أهداف التنمية المستدامة (إس-دي-جي-إس) على 17 هدفًا عالميًا، وهي أهداف أكثر شمولًا من الأهداف الإنمائية للألفية (إم-دي-جي-إس). مقارنة بأهداف عام 2015 الإنمائية للألفية، تحاول أهداف التنمية المستدامة ضمان عدم ترك أي شخص وراءها. وفي هذا الصدد، لا تشارك الجهات الفاعلة الحكومية فحسب، بل تشارك فيها الجهات الفاعلة الرئيسية الخاصة «غير الحكومية» والشركات متعددة الجنسيات التي تنشط في التعليم العالمي.
جاء التعليم في المركز الرابع من بين أهداف التنمية المستدامة: «ضمان تعليم شامل وعادل الجودةَ وتعزيز فرص التعلم مدى الحياة للجميع». علاوة على ذلك، تعزز أهداف التنمية المستدامة التعليم الدولي من خلال بعض الأهداف التالية:
- بحلول عام 2030، التأكد من اكتساب جميع المتعلمين المعارف والمهارات اللازمة بما في ذلك -من بين أمور أخرى- التعليم من أجل التنمية المستدامة وأنماط الحياة المستدامة وحقوق الإنسان والمساواة بين الجنسين وتعزيز الثقافة واللاعنف والمواطنة العالمية وتقدير التنوع الثقافي ومساهمة الثقافة في التنمية المستدامة «الهدف 4.7».
- بحلول عام 2020، التوسع بشكل كبير في عدد المنح الدراسية المتاحة للبلدان النامية ولا سيما أقل البلدان نموًا والدول الجزرية الصغيرة النامية والبلدان الأفريقية من أجل الالتحاق بالتعليم العالي، بما في ذلك التدريب المهني وتكنولوجيا المعلومات والاتصالات والتقنية والهندسية والتقنية والبرامج العلمية في البلدان المتقدمة والبلدان النامية الأخرى «الهدف بي 4».
- تعزيز حجم تدفقات المساعدة الإنمائية الرسمية للمنح الدراسية حسب القطاع ونوع الدراسة «الهدف بي 4.1».
- بحلول عام 2030 زيادة عدد المعلمين المؤهلين بشكل كبير، بما في ذلك من خلال التعاون الدولي لتدريب المعلمين في البلدان النامية، وخاصة أقل البلدان نموًا والدول الجزرية الصغيرة النامية «الهدف سي 4».
- زيادة نسبة المعلمين في: (أ) ما قبل الابتدائي، (ب) الابتدائي، (ج) التعليم الثانوي الأدنى، (د) التعليم الثانوي العالي الذي يجب أن يحصل على الأقل على أقل نسبة معترف بها من تدريب المعلمين المنظم (على سبيل المثال التدريب التربوي) قبل الخدمة أو أثناء الخدمة المطلوبة للتدريس في المستوى ذي الصلة في بلد معين «الهدف سي 4.1».